# Greaves (cràter)
Greaves és un petit cràter d'impacte de la Lluna, localitzat prop de la vora sud-oest de la Mare Crisium. Es tracta d'un element circular, amb forma de bol que presenta una petita plataforma al centre de les seves inclinades parets internes. Envaeix l'extrem nord del cràter inundat de lava Lick. Al nord-oest apareix el cràter Yerkes, i al nord-est es troba Picard.

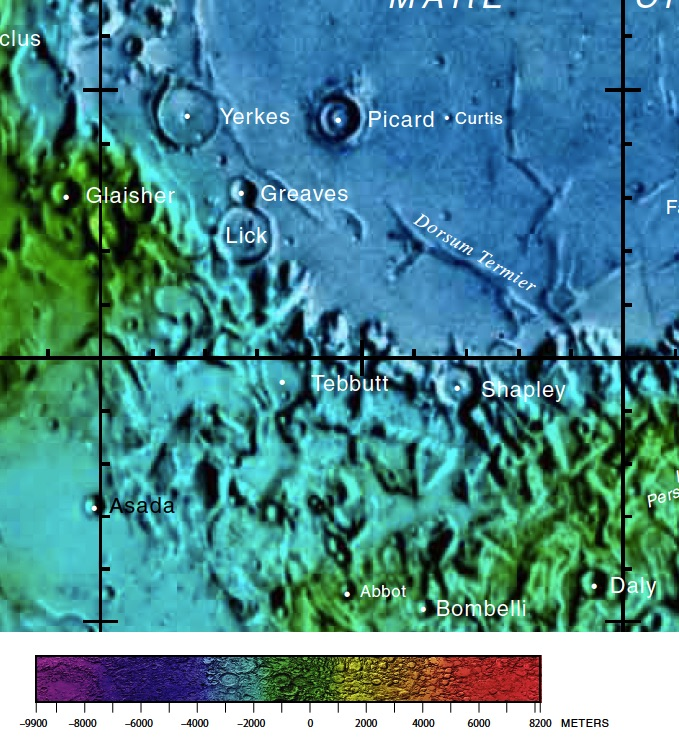
Localització de Greaves (centre superior de la imatge)
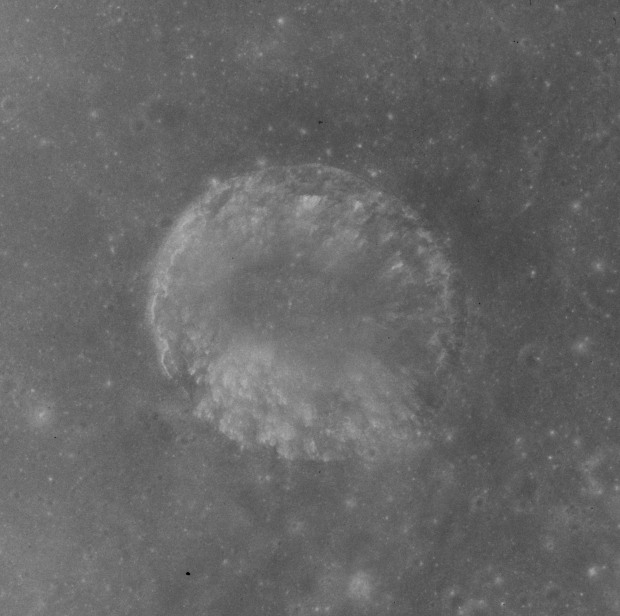
Fotografia de l'Apollo 15 fet a una altitud de 114 km i un angle de 70 graus
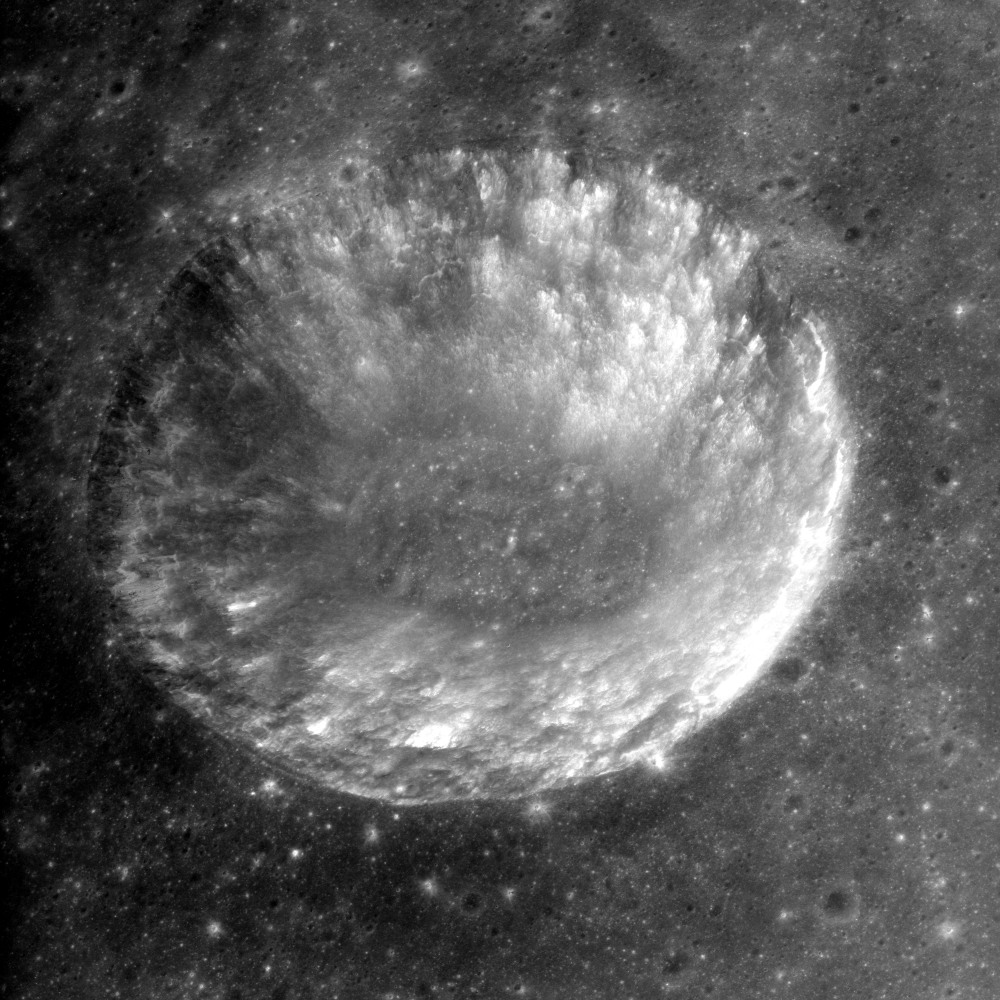
Vista obliqua des de l'Apollo 17

Aquesta formació va ser denominada prèviament Lick D, com cràter satèl·lit de Lick, abans de rebre el seu nom actual per part de la UAI.